# Newell (Dakota del Sud)
Newell és una població dels Estats Units a l'estat de Dakota del Sud. Segons el cens del 2000 tenia 646 habitants.

## Demografia
Segons el cens del 2000, Newell tenia 646 habitants, 274 habitatges, i 178 famílies. La densitat de població era de 249,4 habitants per km².
Dels 274 habitatges en un 28,8% hi vivien nens de menys de 18 anys, en un 52,9% hi vivien parelles casades, en un 9,5% dones solteres, i en un 34,7% no eren unitats familiars. En el 33,2% dels habitatges hi vivien persones soles el 20,1% de les quals corresponia a persones de 65 anys o més que vivien soles. El nombre mitjà de persones vivint en cada habitatge era de 2,36 i el nombre mitjà de persones que vivien en cada família era de 2,99.
Per edats la població es repartia de la següent manera: un 26,9% tenia menys de 18 anys, un 5,7% entre 18 i 24, un 22,4% entre 25 i 44, un 26,2% de 45 a 60 i un 18,7% 65 anys o més.
L'edat mediana era de 40 anys. Per cada 100 dones de 18 o més anys hi havia 82,9 homes.
La renda mediana per habitatge era de 24.000 $ i la renda mediana per família de 27.159 $. Els homes tenien una renda mediana de 25.000 $ mentre que les dones 16.375 $. La renda per capita de la població era de 12.854 $. Entorn de l'11,4% de les famílies i el 13,7% de la població estaven per davall del llindar de pobresa.

## Poblacions més properes
El següent diagrama mostra les poblacions més properes.